# Рамси (город, Миннесота)
Рамси (англ. Ramsey) — город в округе Анока, штат Миннесота, США. По данным переписи за 2010 год число жителей города составляло 23 668 человек.

## Географическое положение
По данным Бюро переписи населения США город имеет общую площадь в 77,16 км² (74,62 км² — суша, 2,46 км² — вода).

## Население
| Год переписи | Нас.  |  | %±    |
| ------------ | ----- |  | ----- |
| 1980         | 10093 |  | —     |
| 1990         | 12408 |  | 22,9% |
| 2000         | 18510 |  | 49,2% |
| 2010         | 23668 |  | 27,9% |
| 2016         | 26206 |  | 10,7% |

По данным переписи 2010 года население Рамси составляло 23 668 человека (из них 50,3 % мужчин и 49,7 % женщин), в городе было 8033 домашних хозяйства и 6484 семьи. На территории города было расположено 8302 постройки со средней плотностью 111,3 построек на один квадратный километр суши. Расовый состав: белые — 91,8 %, афроамериканцы — 2,8 %, азиаты — 2,4 %, коренные американцы — 0,4 %. На 2016 год население Рамси было распределено по происхождению следующим образом: 33,3 % — немецкое, 10,2 % — ирландское, 5,4 % — английское, 9,1 % — шведское, 16,5 % — норвежское происхождение.
Население города по возрастному диапазону по данным переписи 2010 года распределилось следующим образом: 28,7 % — жители младше 18 лет, 3,6 % — между 18 и 21 годами, 61,0 % — от 21 до 65 лет и 6,7 % — в возрасте 65 лет и старше. Средний возраст населения — 34,9 лет. На каждые 100 женщин в Рамси приходилось 101,2 мужчин, при этом на 100 совершеннолетних женщин приходилось уже 101,0 мужчин сопоставимого возраста.
Из 8033 домашних хозяйств 80,7 % представляли собой семьи: 67,6 % совместно проживающих супружеских пар (33,1 % с детьми младше 18 лет); 8,5 % — женщины, проживающие без мужей и 4,6 % — мужчины, проживающие без жён. 19,3 % не имели семьи. В среднем домашнее хозяйство ведут 2,95 человека, а средний размер семьи — 3,24 человека. В одиночестве проживали 13,7 % населения, 3,0 % составляли одинокие пожилые люди (старше 65 лет).

## Экономика

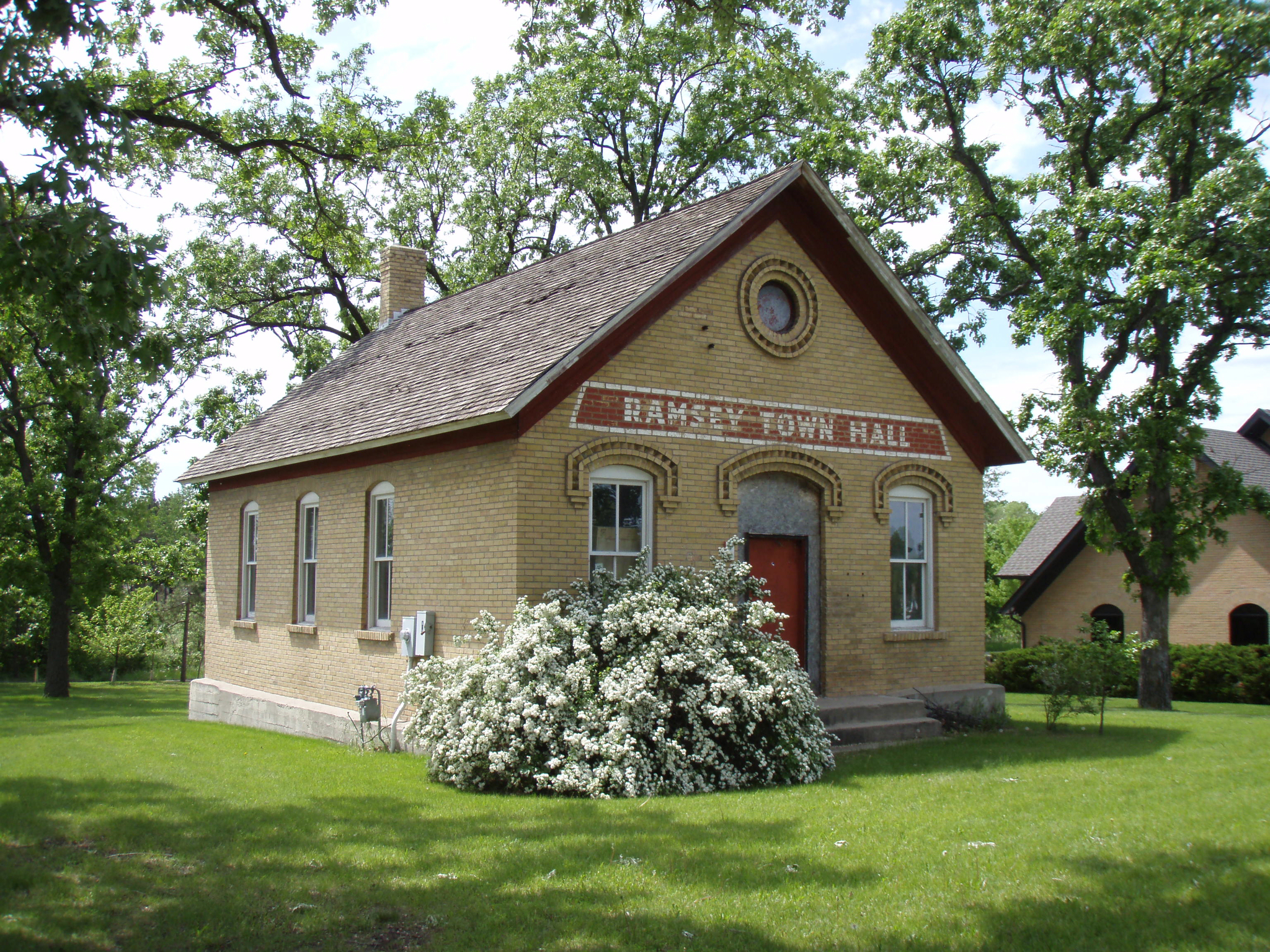
Бывшая мэрия города

В 2016 году из 19 575 человека старше 16 лет имели работу 14 573. При этом мужчины имели медианный доход в 54 986 долларов США в год против 47 070 долларов среднегодового дохода у женщин. В 2014 году медианный доход на семью оценивался в 97 190 $, на домашнее хозяйство — в 88 286 $. Доход на душу населения — 35 259 $ в год.